# Labergement-Sainte-Marie
Labergement-Sainte-Marie là một xã trong vùng hành chính Franche-Comté, thuộc tỉnh Doubs, quận Pontarlier, tổng Mouthe. Tọa độ địa lý của xã là 46° 46' vĩ độ bắc, 06° 16' kinh độ đông. Labergement-Sainte-Marie nằm trên độ cao trung bình là 870 mét trên mực nước biển, có điểm thấp nhất là 846 mét và điểm cao nhất là 1054 mét. Xã có diện tích 22.12 km², dân số vào thời điểm 1999 là 920 người; mật độ dân số là 42 người/km².

## Thông tin nhân khẩu
| 1962 | 1968 | 1975 | 1982 | 1990 | 1999 |
| ---- | ---- | ---- | ---- | ---- | ---- |
| 541  | 541  | 565  | 702  | 864  | 920  |

## Địa điểm tham quan
Nhà thờ giáo khu Saint-Théodule được xây dựng trong thời gian từ 1848 đến 1869. Ngoài ra là nhà thờ Saint-Théodule (từ năm 1824).